# Ulrich von Jeinsen
Ulrich von Jeinsen (* 21. Juni 1952 in Hannover) ist ein deutscher Rechtsanwalt und Notar, Honorarkonsul Mexikos für Niedersachsen, Hochschullehrer und Honorarprofessor sowie vielfach ehrenamtlich Engagierter in den Bereichen der Völkerverständigung und des Stiftungswesens.

## Leben

### Werdegang
Ulrich von Jeinsen wurde 1952 als Mitglied des niedersächsischen Adelsgeschlechtes von Jeinsen in Hannover geboren, als ältester von vier Söhnen des Landwirtes Henning von Jeinsen und der Hausfrau Elisabeth, geborene Blomberg.
In dem von von Jeinsen als sein „Heimatdorf“ bezeichneten Dorf Gestorf, das später als Ortsteil nach Springe am Deister eingemeindet wurde, besuchte von Jeinsen vom April 1959 bis März 1963 die damalige Volksschule, um ab April desselben Jahres auf das Gymnasium und nach Hannover zu wechseln an die dortige Humboldtschule, an der er im Mai 1971 sein Abitur ablegte.
Noch im selben Jahr 1971 ging Ulrich von Jeinsen zum Studium der Rechtswissenschaft nach Göttingen an die Georg-August-Universität, an der er zeitweilig auch Musikwissenschaften studierte.
Nach seiner ersten Juristischen Staatsprüfung 1976 beim Landesjustizprüfungsamt beim Niedersächsischen Ministerium der Justiz heiratete er im Folgejahr 1977 seine Karin, geborene Oehler, seinerzeit Medizinstudentin und spätere Fachärztin für Allgemein- und Arbeitsmedizin. Das Ehepaar bekam später zwei Söhne und eine Tochter.
Nach seiner zweiten Juristischen Staatsprüfung wurde von Jeinsen 1979 zunächst vom hannoverschen Amts- sowie dem Landgericht Hannover als Rechtsanwalt zugelassen und begann ab demselben Jahr als Anwalt mit den Schwerpunkten Landwirtschafts-, Steuer- und Gesellschaftsrecht in der Kanzlei Dr. Stakemann, Rabe & Brust. Im Folgejahr 1980 schrieb von Jeinsen seine Dissertation zum Thema Kundenschutzklauseln in Austauschverträgen nach deutschem und europäischem Kartellrecht und promovierte in Göttingen zum Dr. jur. bei Ulrich Immenga.
1982 wechselte Ulrich von Jeinsen in die Kanzlei Dr. Heesen, Dr. Göhmann, Dr. Dieselhorst, Dr. Runge-Heesen, Scherrer und Meinecke, wobei von Jeinsen seine Tätigkeitsschwerpunkte um das allgemeine Prozessrecht erweiterte.
1984 wurde von Jeinsen als Partner in die Kanzlei Dr. Heesen aufgenommen, die nach verschiedenen Fusionen den Namen „Göhmann Rechtsanwälte, Notare“ erhielt. Im Folgejahr 1985 wurde von Jeinsen die Bezeichnung „Fachanwalt für Steuerrecht“ verliehen.
Nachdem von Jeinsen 1993 zum Honorarkonsul der Vereinigten Mexikanischen Staaten für Niedersachsen erhoben worden war, wurde er 1995 zum Notar für den Bezirk des Oberlandesgerichts Celle (OLG Celle) mit Amtssitz in Hannover bestellt. 2002 wurde er dort auch ebenfalls als Rechtsanwalt zugelassen.
Von Jeinsen wirkt seit 2003 als Lehrbeauftragter an der Leibniz Universität Hannover. 2010 wurde er dort zudem zum Honorarprofessor an der juristischen Fakultät ernannt.

### Ehrenamtliche Engagements
Seit seiner Ernennung zum Honorarkonsul der Vereinigten Mexikanischen Staaten für das Bundesland Niedersachsen im Jahr 1993 unterstützt Ulrich von Jeinsen Mexikaner mit Aufenthalt in Niedersachsen bei Verwaltungs- oder auch anderen Angelegenheiten mit seinem Rat oder als ihr Interessenvertreter. Zudem unterstützt Ulrich von Jeinsen „Institutionen, Unternehmen und Privatpersonen im Rahmen des Kultur-, Wirtschafts- und Wissenschaftsaustausches zwischen den Vereinigten Staaten von Mexiko und dem Land Niedersachsen und fördert die gegenseitigen Beziehungen.“
Von 2003 bis 2010 war Ulrich von Jeinsen Mitglied im Vorstand der Deutsch-Mexikanischen Gesellschaft. 2006 trat von Jeinsen dem Core Team des American Chamber of Commerce (AmCham) - Chapter Niedersachsen bei. Deren Interessen vertrat er von 2011 bis 2013 als Co-Chairman, seit 2013 im Amt des Chairmans.
Unterdessen war von Jeinsen 2004 in das Kuratorium der Walter und Charlotte Hamel Stiftung zur Förderung junger Talente insbesondere des Klassischen Gesangs gewählt worden. Im selben Jahr wurde er Mitglied im Vorstand der Prof. Dr. Heinz Rögener Stiftung, die wirtschaftlich benachteiligten jungen Menschen das Studium des Maschinenbaus ermöglichen hilft. Ebenfalls als Vorstand engagierte sich von Jeinsen in der Kurt-Alten-Stiftung zur „Elite-Förderung“, die junge Menschen bei der Weiterentwicklung und Anwendung ihrer besonderen Fähigkeiten und Begabungen unterstützt.

## Weitere Ehrungen
Für seine bald ein Viertel Jahrhundert währenden ehrenamtlichen Engagements im Sinne der Völkerverständigung und des Stiftungswesens wurde Ulrich von Jeinsen am 16. Dezember 2016 in der Ratsstube des Neuen Rathauses von Hannover durch Oberbürgermeister Stefan Schostok, das vom Bundespräsidenten verliehene Verdienstkreuz am Bande des Verdienstordens der Bundesrepublik Deutschland ausgehändigt.

## Schriften (Auswahl)
- Zur kartellrechtlichen Problematik von Kundenschutzklauseln in Austauschverträgen, Dissertation an der juristischen Fakultät der Universität Göttingen, 1980
- Günther Beitzke (Hrsg.), Karl-Dieter Albrecht et al. (Kommentare): J. von Staudingers Kommentar zum Bürgerlichen Gesetzbuch. Mit Einführungsgesetz und Nebengesetzen,
  - Teil 2: Dieter Reuter (Red.), Ulrich von Jeinsen, Renate Schaub (Bearb.): Recht der Schuldverhältnisse / §§ 581 - 606 (Pacht, Landpacht, Leihe), Neubearbeitung 2013, Berlin: Sellier - de Gruyter, 2013, ISBN 978-3-8059-1128-3 und ISBN 3-8059-1128-9; Inhaltsverzeichnis und Inhaltstext
- Ulrich von Jeinsen (Hrsg.), Franz-Josef Brinkmann, Christian Lüdtke-Handjery, Franz-Josef Brinkmann, Ulrich von Jeinsen (Bearb.): Höfeordnung für die Länder Hamburg, Niedersachsen, Nordrhein-Westfalen und Schleswig-Holstein. Kommentar, München: Beck Verlag, 2015, ISBN 978-3-406-66309-3 und ISBN 3-406-66309-5; Inhaltsverzeichnis und Inhaltstext